# Статут проєкту
Статут проєкту (англ. project charter) - документ, розроблений ініціатором або спонсором проєкту, який формально авторизує існування проєкту і надає керівнику проєкту повноваження використовувати ресурси організації в операціях проєкту .
Статут проєкту є вихідним документом стадії ініціації проєкту разом із наказом про призначення команди проєкту та аналізом зацікавлених сторін проєкту.

### Структура статуту проєкту
Статут проєкту містить наступну інформацію :
1. Призначення або обґрунтування проєкту.
2. Цілі проєкту, які виміряні, і відповідні критерії успіху.
3. Вимоги високого рівня, які задовольняють потреби, побажання і очікування замовника, спонсора та інших учасників проєкту.
4. Припущення, обмеження і виключення проєкту
5. Ризики високого рівня.
6. Зведений розклад контрольних подій (віх, англ. milestones).
7. Зведений бюджет.
8. Керівник проєкту.

### Вхідна інформація для розробки статуту проєкту
При розробці статуту проєкту використовують наступна вхідна інформація :
1. Контракт с замовником.
2. Бізнес-план, ТЕО або економічне обґрунтування, які розроблені стратегами в компанії.
3. Опис робіт проєкту, який був розроблений у програмі або проєкті більш високого рівня, для яких даний проєкт є лише складовою частиною.
4. Накопичений досвід минулих проєктів, у якому проаналізовано підходи, методи, які використовувалися, інструменти і стилі управління.
5. Інформація про доступність ресурсів.